# Baphia pilosa
Baphia pilosa är en ärtväxtart som beskrevs av Henri Ernest Baillon. Baphia pilosa ingår i släktet Baphia och familjen ärtväxter.

## Underarter
Arten delas in i följande underarter:
- B. p. batangensis
- B. p. pilosa